# Sasha Clements
Sasha Clements (Toronto, 14 de março, de 1990) é uma atriz canadense, mais conhecida por protagonizar a série Majority Rules! e o filme How to Build a Better Boy.

## Carreira
| Ano       | Título                    | Lapel            | Notas                         |
| --------- | ------------------------- | ---------------- | ----------------------------- |
| 2005      | The Snow Queen            | Robber Girl      | TV movie                      |
| 2009–2010 | Majority Rules!           | Kiki Kincaid     | Main role                     |
| 2010      | What's Up Warthogs!       | Head cheerleader | 1 episode                     |
| 2011      | Rookie Blue               | Girl Passed Out  | 1 episode                     |
| 2011      | Really Me                 | Ramona           | 1 episode                     |
| 2012      | Lost Girl                 | Sarah            | 1 episode                     |
| 2012      | Life with Boys            | Emma             | 2 episodes                    |
| 2013      | Mudpit                    | Nikki            | 1 episode                     |
| 2014      | How to Build a Better Boy | Marnie           | Disney Channel Original Movie |
| 2015      | Open Heart                | Rayna Sherazi    | 3 episodes                    |
| 2015      | Degrassi Don't Look Back  | Cat              | TV movie                      |
| 2016      | Say Yes to the Dress      | Herself          | 1 episode                     |
| 2017      | From Straight A's to XXX  | Jolie            | TV movie                      |